# Theodor Lipps

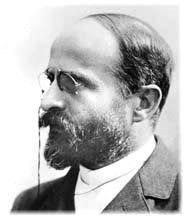
Theodor Lipps

Theodor Lipps (* 28. Juli 1851 in Wallhalben; † 17. Oktober 1914 in München) war ein deutscher Philosoph und Psychologe des späten 19. Jahrhunderts. Er galt als einer der Hauptvertreter des Psychologismus in Deutschlands und als einer der führenden Philosophen seiner Zeit. Er war Gründer des Psychologischen Institutes an der Universität München 1913. Lipps selber verstand sich als Phänomenologe.

## Leben
Lipps wurde als eines von drei Kindern des Pfarrers Karl Theodor Lipps und dessen erster Frau, der Pfarrerstochter Elise geb. Hoos geboren. Die Mutter starb als Lipps zwei Jahre alt war. Der Vater siedelte nach Rheingönheim über, dort war Lipps Schüler der Volksschule. Von 1861 bis 1864 besuchte Lipps in Korntal bei Stuttgart die Lateinschule. Im Anschluss wurde er Schüler des Herzog-Wolfgang-Gymnasiums in Zweibrücken. Hier bestand er mit 16 Jahren (1867) als Bester seines Jahrganges das Abitur. Lipps hatte einen Bruder, Gottlob Friedrich Lipps (1865–1931), der ebenfalls als Philosoph und Psychologe wissenschaftlich tätig war.

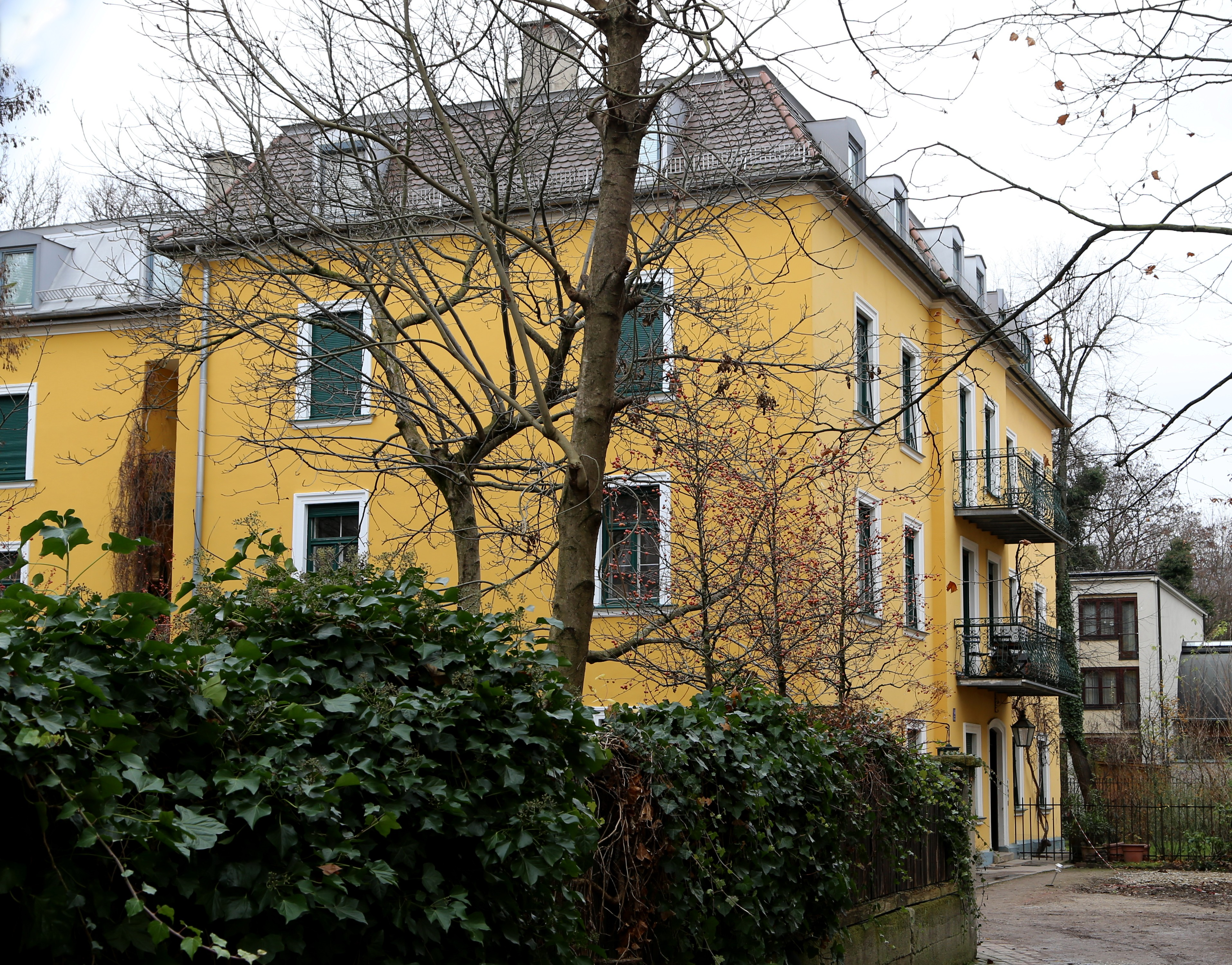
München, Friedrichstr. 4. Hier wohnte Lipps während seiner Münchner Zeit.

Im Anschluss daran studierte Lipps von 1867 bis 1871 Theologie auf Wunsch des Vaters nacheinander in Erlangen, Tübingen und in Utrecht. Während seines Studiums wurde er 1868 Mitglied der christlichen Studentenverbindung Uttenruthia. 1872 legte er in Speyer sein theologisches Examen ab. In Tübingen hatte Lipps sein Interesse an den Ideen von Hegel und Schelling entdeckt. Hundert Jahre vor Lipps hatten sie zusammen mit Friedrich Hölderlin im Theologischen Stift gewohnt und gemeinsam für die Verbreitung obrigkeitswidriger Ideen der Französischen Revolution gesorgt. Entgegen den Erwartungen seines Vaters und der Kirchenbehörde verweigerte Lipps nach seinem Examen die weitere Ausbildung zum Pfarrer und begann stattdessen in Utrecht Philosophie und Naturwissenschaften zu studieren.
1874 erwarb Lipps als Hospitant in Bonn mit einer Studie „Zur Herbartschen Ontologie“ den Doktorgrad. Seinen Lebensunterhalt bestritt er in diesen Jahren als Haus- und Gymnasiallehrer. 1877 habilitierte er sich in Bonn mit seiner Arbeit „Grundtatsachen des Seelenlebens“ bei Jürgen Bona Meyer für Philosophie.
Nach einem Lehrauftrag in Bonn (1877–1890) und einer Professur in Breslau (1890–1894) folgte er einem Ruf an die Universität von München (1894–1914), wo er zum Nachfolger von Carl Stumpf auf dem Lehrstuhl für Systematische Philosophie wurde. Zu seinen Schülern zählen der Philosoph und Soziologe Max Scheler, die Psychoanalytikerin Else Voigtländer und der marxistische Philosoph Ernst Bloch. Seit 1899 war er ordentliches Mitglied der Bayerischen Akademie der Wissenschaften.
1909 erkrankte Lipps und erholte sich nicht wieder. Er musste seine Tätigkeiten einstellen und starb 1914. Sein Wunsch war es gewesen, in München ein Institut für experimentelle Psychologie zu gründen. Bei seiner Berufung war ihm dies vom zuständigen Staatsministerium auch zugesagt worden. Ein Jahr bevor er starb, wurde das psychologische Institut eröffnet. Nach seinem Tod würdigte ihn die Philosophische Fakultät der Ludwig-Maximilian-Universität so: „15 Jahre bis zum Auftreten einer besorgniserregenden Erkrankung hat LIPPS eine große und segensreiche, weithin bekannte und gerühmte Wirksamkeit entfaltet. … Wir haben in ihm eine führende Philosophengestalt, einen glänzenden Dozenten, einen zuverlässigen Kollegen und einen hervorragenden Vertreter aller Universitätsinteressen verloren.“

## Historischer Kontext
Die Entstehung vor allem naturwissenschaftlicher Einzelfächer im 19. Jahrhundert an den deutschen Universitäten, veränderte das wissenschaftliche Selbstverständnis der bisher durch die Philosophie beherrschten Lehre und Forschung. Bisher waren philosophische und psychologische Forschungen an Universitäten in den Philosophischen Fakultäten angesiedelt gewesen. Die Psychologie wurde als ein Spezialgebiet der Philosophie angesehen. Philosophen, die sich an der Natur und den Naturwissenschaften orientierten und metaphysikkritische bzw. ametaphysische Auffassungen vertraten, – wie sie z. B. Avenarius, Dingler, Feuerbach, Herder, Mach, Marx, äußerten – suchten nach neuen Antworten. Sie erwarteten von der psychologischen Forschung neuartige Beiträge zur Lösung philosophischer Probleme, vor allem in der Erkenntnistheorie und in der Logik.
Im Zuge eines Aufschwungs der psychologischen Philosophie durch experimentelle Methoden – wie sie Wilhelm Wundt, Inhaber eines philosophischen Lehrstuhles, praktizierte – wurden philosophische Lehrstühle immer öfter mit Experimentalpsychologen besetzt. Diese Veränderungen hatten Konflikte zwischen Philosophen und Psychologen um die Inhalte und Methoden der Philosophie zur Folge. Im Jahr 1912 unterzeichneten dann auch zwei Drittel aller an deutschsprachigen Universitäten lehrenden Philosophen eine Erklärung, in der sie sich gegen eine weitere Besetzung philosophischer Lehrstühle mit Experimentalpsychologen aussprachen.

## Themen seines Philosophierens
Lipps beschäftigte sich außer mit philosophischen und psychologischen Themen auch mit grundlegenden Fragen zur Aufgabe der wissenschaftlichen Philosophie und mit ihrer Funktion in Kooperation mit anderen Einzelwissenschaften. Die wissenschaftliche Philosophie verstand er als Geisteswissenschaft bzw. als Wissenschaft der inneren Erfahrung. Diese innere Erfahrung sollte durch Selbstbeobachtung und – wie im Institut von Wundt – mit experimentellen Methoden der Psychologie erforscht und dokumentiert werden. Die Einrichtung eines Psychologischen Institutes verzögerte sich. Lipps wollte ein umfassendes Wissen über die Bewusstseinstätigkeiten des Menschen sammeln. Er forschte dazu insbesondere auf dem Gebiet der psychologischen Ästhetik; das hieß zu Zeiten Lipps, er forschte über Wahrnehmungstheorien.
Von seinem philosophisch-psychologischen Schwerpunkt ausgehend entwickelte Lipps unter der Forderung nach einer „reinen Bewusstseinswissenschaft“ Ideen, die er der Metaphysik zuordnete. Noch nicht einmal die Naturwissenschaften kämen ohne Behauptungen aus, um die Lücken in der Erfahrung schließen, so meinte er. Er ging davon aus, dass „eine alles ordnende Vernunft“ als Bewusstseinstatsache von jedem Menschen erlebt werden kann. Er beschrieb sie näher als das Erleben des „Du-Solls“. Im Zusammenhang mit dieser Bewusstseinstatsache beschrieb er, dass das Konstruieren der Objekte 'Forderungen' an richtiges Denken stelle, die von überindividueller Qualität seien. Er sah im „Du-Sollst“ ein erlebbares Transzendentes, das er u. a. mit Wörtern wie 'absolutes Subjekt' bzw. 'reine Vernunft' bezeichnete. Diese bewusstseinsimmanente Tatsache ermögliche es Menschen, Wirklichkeit objektiv zu erkennen und zu gestalten.
Lipps Schriften sind eine Fundgrube philosophischer Themen. Er bezog mit eigenen Ideen Stellung zu den philosophischen – u. a. phänomenologischen – Diskussionen seiner Zeit. Er erläuterte diese kompetent und kenntnisreich unter vielen Aspekten und gab Anregungen zum eigenen Weiterdenken. Dies entsprach auch der Art und Weise seines Lehrens. Eine Reihe seiner Veröffentlichungen entstanden in Anlehnung an seine Vorlesungsskripte. Seine Studenten beeindruckte er vor allem mit seiner Sachlichkeit, sowie schonungsloser Offenheit und Redlichkeit hinsichtlich eigener und fremder Sichten, weniger mit dem, was er lehrte. Unter diesen Studenten waren u. a. Karl Jaspers, Max Scheler und Ernst Bloch, die bei ihm authentisches Philosophierens schätzen gelernt hatten und für ihr eigenes Denken genutzt haben. Der autodidaktische Architekt August Endell, ebenfalls Student bei Lipps, meinte noch in Studententagen, er stehe zwar auf einem anderen Standpunkt als Lipps, doch er könne viel von ihm lernen.

### Wissenschaft der inneren Erfahrung
Lipps definierte Philosophie neu. Er bezeichnete sie als Wissenschaft der inneren Erfahrung oder als Geisteswissenschaft. Innerhalb der historisch gewachsenen Bereiche der Philosophie, nämlich Psychologie, Erkenntnistheorie, Logik und Wissenschaft von der Wahrnehmung (Ästhetik) sollten grundlegende Zusammenhänge zwischen „Denken, Fühlen und Wollen“ untersucht und beschrieben werden. Auch metaphysische Fragen wollte er erörtern, so fern es sich ergebe, darüber zu reden. Die zentralen Objekte dieses Philosophierens sind „Vorstellungen, Empfindungen und Willensakte“. Sie unterscheiden sich von denen anderer Wissenschaften.

„Ich gestehe keinen anderen Weg zu wissen, wie man zu einem praktisch wertvollen Begriff der philosophischen Wissenschaft gelangen könnte, als den eben bezeichneten.“

Die einzige Wirklichkeit, die Menschen unmittelbar kennen, ist die, die ihnen durch Gefühle und Empfindungen vertraut ist. Aus dem eigenen Erleben, mit Fühlen, Empfinden und Sehen verbunden, bilden Menschen in Beziehung zu den Dingen, auf die sie treffen, und den Erinnerungen an Erlebtes die jeweils eigene Welt. So kommen sie zusammen mit dem inneren Erleben der Bewusstseinstatsache 'Vernunft' zu Erkenntnissen und Urteilen, die sie zum Handeln befähigen Edmund Husserl z. B. lehnte Lipps Ansatz ab und charakterisierte ihn als 'psychologistisch'. Aus Husserls Sicht waren innere Erfahrung und individuelles Erleben nicht geeignet, um eine wissenschaftliche Philosophie zu begründen. Er wollte vom „sachlichen Gehalt“ und der 'Wesensschau' ausgehen. Anhand logischer Analysen – vor allem mathematischer Urteile – wies er darauf hin, dass die Psyche sich nach einer gegebenen Objektivität zu richten habe und nicht die Objektivität nach der Psyche, wie Lipps in seinen Studien feststellte.
Im Unterschied zu Wundt wollte Lipps Forschungsergebnisse seiner Wissenschaft der inneren Erfahrung unabhängig von augenblicklichen physiologischen Forschungsergebnissen betrachten, ohne auf den Dialog mit den Physiologen zu verzichten. Beide Wissenschaften sollten sich gegenseitig anregen.

### Einfühlung
Am bekanntesten wurde Lipps mit seiner 'Einfühlungstheorie'. Er hat noch vor den entsprechenden neurobiologischen Forschungsergebnissen über Deutschland hinaus die Empathie als grundlegende Fähigkeit des Menschen ins Zentrum des Philosophierens und der Psychologie gerückt. Lipps verstand „… unter Einfühlung einen Grundvorgang beim unmittelbaren Verstehen von Ausdruckserscheinungen. Einfühlung ist ein inneres Mitmachen, eine imaginierte Nachahmung des Erleben des anderen“. Seine Sicht, die er an Beobachtungen und introspektiv gewonnen hatte, entwickelte sich als zentrale Kategorie für die Sozial- und Humanwissenschaften. 'Einfühlung', so Lipps, schafft die Basis für Mitmenschlichkeit.
Mit dieser Sicht schloss Lipps an das an, was David Hume ca. 150 Jahre davor über Sympathie geschrieben hatte. Der Neurowissenschaftler Vilayanur Ramachandran beschrieb ähnlich wie Lipps diesen Prozess, bei dem „eine Art virtueller Realität erforderlich [ist], eine innere Simulation dessen, was der andere tut“. Wissen und Erkennen waren nach Lipps ohne Einfühlen nicht möglich. Entsprechende philosophische Theorien sollten daher diese Eigenart der menschlichen Wahrnehmung mit einbeziehen, um ihre Fragen beantworten zu können. Damit ging er in der Erkenntnistheorie und Logik deutlich über das hinaus, was sonst philosophisch reflektiert wurde. Lipps arbeitete außerdem „… systematisch die Rolle instinktiver, affektiv-emotionaler und kognitiver Teilprozesse heraus“ und beschäftigte „sich … ausführlich mit einer möglichen handlungsleitenden Funktion des Einfühlungsgeschehens.“

### Denken, Fühlen, und Wollen
Menschen können nicht beschreiben, wie ihre Vorstellungen entstehen, auf die sie sich beim Denken beziehen. Vorstellungen tauchen auf – ob wir wollen oder nicht – verschwinden wieder und wenn wir möchten, können wir sie erinnern. Auch die üblichen Hinweise, es seien das Bewusstsein, der Verstand, die Phantasie u. a. Instanzen, die Vorstellungen ursächlich hervorrufen, helfen nicht weiter. Bestenfalls können wir schlussfolgernd auf etwas als Ursache schließen, doch nicht behaupten, es sei so bzw. es gäbe derartige Instanzen. Da wir sie nicht wahrnehmen, gibt es keinen Grund sie vorauszusetzen; aus ähnlichen Gründen für unhaltbar halten Physiologen es heute, so Lipps, bestimmte seelische Prozesse an einem bestimmten Ort im Gehirn anzusiedeln. Die Lokalisationstheorie sei – wie auch die Instanzentheorie – nicht mehr vertretbar. Ähnlich sind auch Denken und alle weiteren Tätigkeiten, einschließlich Fühlen und Wollen nicht isoliert wahrnehmbar.
Es sieht eher so aus, als ob wir Vorstellungen selber erzeugen, während wir wahrnehmen, denken, empfinden, fühlen und wollen. Damit postuliert Lipps – ein halbes Jahrhundert bevor Forscher wie Humberto Maturana, Heinz von Förster u. a. die wissenschaftliche Welt mit konstruktivistischen Ideen veränderten – einen autopoietischen Ansatz.

### Objektivität
Lipps unterschied zwischen Objektivität des individuellen Ich und der Objektivität des absoluten Ich. Beide zusammen erst konstituieren in jeweils aktuellen Situationen das Objektivitätsgefühl.

#### Konstruktion durch das individuelle Ich
Objektivität ist und war ein zentraler Gegenstand der metaphysischen Philosophie bzw. eines Philosophierens, das Wahrheit sucht. Die Einzelwissenschaften hatten zu Zeiten Lipps Objektivität längst relativiert. Für objektiv wird das gehalten, was eine Mehrheit von Individuen als gegeben und als 'so ist es' betrachtet. Dies kann als konventionelle Objektivität bezeichnet werden. Sie wird entsprechend dem Gegenstand einer bestimmten Wissenschaft über gemeinsam akzeptierte Kriterien definiert.
Lipps schlug mit seiner Wissenschaft der inneren Erfahrung einen anderen Weg vor. Es gebe Bewusstseinstatsachen, die signalisierten, da ist etwas, das unabhängig von mir vorhanden ist.

„[Ich habe das …] Gefühl, dass sich mir etwas entgegensetzt, dass ich auf etwas stoße, das mir fremd ist, kurz ein Gefühl eines Nicht-Ich.“

Objektivität ist also etwas, das ich bestimme; es ist mein Gefühl, das Lipps Wirklichkeitsgefühl oder Objektitätsgefühl nannte. Dieses ermögliche erst das Zustandekommen der konventionellen Objektivität. Das Wirklichkeitsgefühl versetzt uns in die Lage, zwischen Fantasiertem und wirklich Erlebtem zu unterscheiden. Objektivität bzw. Wirklichkeit deshalb bloß für ein Gefühl zu halten, das uns irgendwie als Maßstab zur Verfügung steht, wäre aber ein Irrtum. Das Objektivitätsgefühl erlebt ein Mensch nur, wenn er in einer aktuellen Beziehung zu einem bestimmten Gegenstand steht. Wir können im Hinblick auf das dabei erlebte Empfinden allenfalls verallgemeinerbare Aussagen darüber machen. „Der Versuch, eine von allen subjektiven Zutaten befreite absolute objektive Welt in der Vorstellung zu erbauen, hat sich totgelaufen.“ äußerte sich ein Biologe, der Zeitgenosse von Lipps war.

#### Gegebene bzw. absolute Objektivität
Das Objektivitätsgefühl hat auch eine nicht-individuelle Komponente. Als Bedingung für das Objektivitäts- bzw. Wirklichkeitsgefühls erläuterte Lipps, dass das individuelle Ich sich in bestimmter Weise verhalten muss, damit aktuell ein Wirklichkeits- oder Objektivitätsgefühl entstehen kann. Dieses Verhalten werde durch das „Du-Sollst“ ausgelöst. Das „Du-Sollst“ nannte Lipps auch das 'Gebot der Vernunft', sich „logisch richtig“ zu verhalten. Dieses Gebot, beschrieb Lipps, kenne jeder als eigene Bewusstseinstatsache.

„Die Vernunft ist in diesem Sinne eine 'absolute Tatsache', die ich nur in mir erlebe.“

Verhält sich das individuelle Ich gemäß der Forderung dieser Bewusstseinstatsache, so erfasst es die objektive Wirklichkeit und 'als Philosoph ist man in der Welt der Dinge an sich'. Diese Transzendenz wiederum ist ausschließlich individuell erlebbar. An diesem Punkt dürfte sich Lipps' 'objektive Wirklichkeit' mit Husserls 'Wesenschau' verbinden.

### Das Ich

#### Das individuelle Ich
Während z. B. Kant für die Stimmigkeit seiner Philosophie ein nicht erlebbares, „reines Ich“ postulierte, das er auch die 'transzendentale Einheit des Selbstbewusstseins' nannte, ging Lipps vom Erleben bzw. der „unmittelbaren Erfahrung“ aus und knüpfte in seinen Darstellungen immer wieder daran an:

„Als Objekt der Psychologie bezeichne ich hier das Ich. … ich meine das einzige Ich, das ursprünglich diesen Namen verdient. Ich meine das Ich der unmittelbaren Erfahrung. Ich meine das Ich, das jeder meint, wenn er sagt, ‚ich‘ empfinde Rot oder Weiß, 'ich' stelle ein Haus oder einen Baum vor, ‚ich‘ denke dies oder jenes, 'ich' bin lustig oder traurig. Ich erlebe dieses Ich. Ich erlebe, also erfahre ich mich unmittelbar in jedem Bewusstseinserlebnis.“

Das kontinuierliche Erleben und Erfahren verhindert, an diesem Ich zu zweifeln. Ich bin für mich das Nächste, was wirklich ist. Ich bin für mich die selbstverständlichste Wirklichkeit. Die Dinge sind mir ferner, weil sie jeweils 'Nicht-Iche' sind. Ich bin mir bekannt und ich erlebe nicht etwa Erscheinungsweisen meines Ich, sondern ich erlebe in jedem Augenblick mich selber. Dahinter etwas anderes, ein 'substantielles Ich an sich' zu vermuten, würde über das hinausgehen, was beschreibbar ist.
Auch die Behauptung, die Dinge seien 'das unmittelbar Wirkliche' sei nicht zutreffend. Diese Auffassung ist nichts als eine nachvollziehbare 'Illusion' und eine 'Folge von Gewöhnung', wie sie naives Denken und wissenschaftliche Unschärfe hervorrufen. Die innere Erfahrung aber zeige, das 'unmittelbar Wirkliche' ist mein Ich und seine Tätigkeiten.
Die abstrakte Einheit des Ich, die Kant sich vorstellte, war bei Lipps eine verallgemeinerte Einheit die auch den Körper umfasste. Sie ist aber entsprechend dem empirischen Charakter von Verallgemeinerungen nur an einzelnen Erlebnissen und Erfahrungen reflektierbar, bzw. wird durch die jeweils verschiedenen Arten und Weisen, wie ich mich fühle oder erlebe, bewusst. Das Ich ist daher die Beziehung aller psychischen Erscheinungen auf ein und dieselbe Person, schlussfolgerte ein zeitgenössischer Interpret.

#### Das überindividuelle Ich
Im Zusammenhang mit der Bewusstseinstatsache „Du sollst“, stellte er ein 'überindividuelles Ich' fest, das erlebbar sei und eine Welt überindividueller Werte und Urteile ermögliche. Das „überindividuelle Ich“ nannte er auch das „absolute, bzw. transzendente Subjekt“ oder die „gesetzgebende Vernunft“.

„[Ich, das individuelle Ich …] werde in meiner Daseinsweise, meinem Urteilen, Werten und Wollen durch das transzendente Subjekt, die Vernunft bestimmt, obzwar bald mehr, bald minder.“

Damit hatte Lipps Willkür ausgeschlossen und ein Objektivitätsgefühl benannt, das sich behaupten kann. Eine Psychologie, die das individuelle Ich nicht in Beziehung zum überindividuellen richtigen logischen Denken, also in der Beziehung mit der Tatsache sieht, dass Vernünftiges erlebbar ist, beschäftige sich mit einem Ich, das es nicht gebe, schlussfolgerte Lipps.

## Rezeption
Lipps’ Zeitgenossen beurteilten seine Philosophie unterschiedlich. Einige sahen sich konstruktiv angeregt und unterstützt. Sigmund Freud schrieb z. B. dass er bei Lipps’ Grundzüge seines eigenen Denkens wiedergefunden habe und zum Weiterentwickeln seiner Theorie angeregt worden sei. Andere Zeitgenossen kritisierten sein „nivellierendes Denken“ und den „bescheidenen Dienst“, den er damit leiste.
In den „Kantstudien“ seiner Zeit wurden Lipps’ Denken als über Kant hinausgehend beschrieben, seine Stellungnahmen zur Psychophysik und die Darstellung seiner Auffassungen als engagiert gewürdigt. Man rückte ihn in die Nähe des Schellingschen Idealismus, da er ein „Weltbewusstsein“ annehme, das allen Naturerscheinungen zugrunde liege.
Eine umfassende Rezeption und breite wissenschaftliche Diskussion seiner Forschungsergebnisse und Ideen hat bisher noch nicht stattgefunden. Es gibt seit 2013 eine von dem Philosophen Faustino Fabbianelli (Universität Parma) herausgegebene vierbändige Sammlung der meisten Schriften Lipps’. Sie enthält auch unveröffentlichte Texte aus dem Nachlass. Einige Texte von Lipps sind inzwischen digital zugänglich. Eine Reihe Schriften sind als Nachdrucke erhältlich. In die neueren Diskussionen um empathische Konzepte wurden Lipps’ Konzepte bisher nicht einbezogen. Es bleibt weitgehend bei historischen Hinweisen auf sein Verdienst als Ideengeber der „Einfühlungstheorie“.
Vereinzelt wird erwähnt, dass Lipps’ Darstellungen als Verbindung zwischen Philosophie und Neurowissenschaften geeignet sind und klare Bezüge zu David Hume enthalten.
In Kunst, Architektur und Kulturwissenschaften werden Lipps’ Beschreibungen des Wahrnehmens und seine Einfühlungstheorie als Grundlagentexte veröffentlicht, bzw. thematisch verwendet.

## Schriften
- Grundtatsachen des Seelenlebens. Cohen, Bonn 1883. (Digitalisat)
- Grundzüge der Logik. Voss, Hamburg/Leipzig 1893. (Digitalisat)
- David Hume: Ein Traktat über die menschliche Natur. Band 1-3. Voss, Hamburg/Leipzig 1894 (Übersetzung).
- Raumästhetik und geometrisch-optische Täuschungen. Barth, Leipzig 1897. (Digitalisat)
- Komik und Humor. Voss, Hamburg/Leipzig 1898. (Digitalisat)
- Die ethischen Grundfragen: Zehn Vorträge. Voss, Hamburg/Leipzig 1899. (Digitalisat)
- Vom Fühlen, Wollen und Denken. Barth, Leipzig 1902. (Digitalisat der 2. Auflage 1907)
- Leitfaden der Psychologie. Engelmann, Leipzig 1903. (Digitalisat)
- Ästhetik. Voss, Hamburg/Leipzig 1903–1906. (Digitalisat)
- Philosophie und Wirklichkeit. Winter, Heidelberg 1908. (Digitalisat)
- Schriften zur Psychologie und Erkenntnistheorie; 4 Bände: 1. Band (1874-1899) – 2. Band (1900-1902) – 3. Band (1902-1905) – 4. Band (1906-1914) Herausgegeben von Faustino Fabbianelli (Universität Parma). Würzburg 2013.